# Клитемнестра
Клитемнестра је у грчкој митологији ћерка Тиндарејева и Ледина и жена микенског краља Агамемнона.
Пред одлазак у Тројански рат, Агамемнон је поставио певача да чува Клитемнестру у његовом одсуству. Уклонивши певача, Егист, Тијесов син, завео је Клитeмнестру. Када се Агамемнон вратио, Егист га је позвао у своју кућу и после гозбе убио уз Клитемнестрину помоћ.
Клитемнестра се често описује као добра супруга и пожртвована мајка, а као мотив за злочин најчешће се наводи освета према Агамемнону, због његових недела, пре свега због жртвовања њихове мале ћерке Ифигеније богињи Артемиди за добар ветар бродовима за одлазак у Троју.
Орест, брат Ифигеније и син Клитемнестре и Агамемнона, убија по наговору сестре Електре мајку. Од тог момента су га гониле Ериније, богиње освете.
По другој верзији легенде Клитемнестра била је удата и имала сина, када је њу први пут угледао Агамемнон. Агамемнон је пред њеним очима убио мужа и сина и затим је силовао, пре него што је њу узео за жену.